# Podskarbice Szlacheckie
Podskarbice Szlacheckie – wieś w Polsce położona w województwie łódzkim, w powiecie rawskim, w gminie Regnów.
W latach 1975–1998 miejscowość administracyjnie należała do województwa skierniewickiego.

## Przystanek kolejowy
Na terenie wsi funkcjonuje wąskotorowy kolejowy przystanek osobowy Podskarbice Szlacheckie. Jest położony w lesie. Otwarty w 1954, zastąpił przystanek Konopnica. Obecnie obsługuje wyłącznie ruch turystyczny na linii Kolei Rogowskiej.